# Монте-Сан-Джакомо
Монте-Сан-Джакомо (итал. Monte San Giacomo) — коммуна в Италии, располагается в регионе Кампания, в провинции Салерно.
Население составляет 1675 человек, плотность населения составляет 33 чел./км². Занимает площадь 51 км². Почтовый индекс — 84030. Телефонный код — 0975.
Покровителями коммуны почитаются святой апостол Иаков Старший, празднование 25 июля, и святая Анна, празднование 26 июля.